# Делле Альпі
«Делле Альпі» (італ. Stadio delle Alpi) — колишній футбольний та легкоатлетичний стадіон у Турині, Італія. На стадіоні у 1990—2006 роках проводили свої доманші ігри багаторазові чемпіони Італії «Ювентус» та «Торіно».

## Історична довідка
Будівництво стадіону почалося в червні 1988 року як підготовка до чемпіонату світу з футболу 1990 року, в рамках якого на стадіоні було проведено 5 матчів. Стадіон був повністю побудований за два роки на гроші мерії міста і в майбутньому призначався для домашніх ігор двох туринських команд. Попри те, що стадіон є не тільки футбольним, але і легкоатлетичним, змагання подібного роду ніколи не проводилися.
Стадіон був введений в експлуатацію 20 травня 1990 року в матчі між об'єднаною командою «Ювентуса» і «Торіно» проти «Порту». Зростання цін на оренду стадіону призвело до суперечок між клубами та муніципалітетом, у зв'язку з чим матчі Кубка УЄФА сезону 1994/1995 були перенесені на стадіон Сан-Сіро в Мілані. Влітку 2003 року «Ювентус» викупив Делле Альпі за 25 мільйонів євро.
Стадіон часто критикували за погану видимість поля через легкоатлетичних доріжок, але після реконструкції стадіону доріжки повинні були бути прибрані. Спочатку реконструкцію стадіону взяв на себе муніципалітет міста, але після того як Італія не отримала право проведення чемпіонату Європи 2012 року, він відмовився від цієї ідеї.
У 2006 році туринські клуби повернулися на Стадіо Олімпіко, на якому грали до відкриття «Делле Альпі».
У травні 2009 року «Делле Альпі» був знесений, і на його місці розпочалося будівництво нового стадіону «Ювентуса» — «Ювентус Стедіум» місткістю 41 000 глядачів. Арена відкрилася 8 вересня 2011 року, ставши домашньою лише для «Ювентуса», так як «Торіно» залишився на Стадіо Олімпіко.